# Jocelyn Quivrin
Jocelyn Quivrin (Digione, 14 febbraio 1979 – Saint-Cloud, 15 novembre 2009) è stato un attore francese.
Vincitore nel 2008 del Premio Patrick Dewaere e del Premio César per la migliore promessa maschile per il film 99 francs, Quivrin fu legato sentimentalmente all'attrice francese Alice Taglioni, conosciuta sul set di Grande École. Dalla loro unione nacque Charlie, il 18 marzo 2009.
Morì in un incidente d'auto il 15 novembre 2009, mentre si trovava a bordo di una Ariel Atom.
La televisione e i giornali francesi riferirono che la strada era bagnata dalla pioggia al momento dell'incidente. Il suo funerale ebbe luogo il 21 novembre 2009 nella chiesa riformata in Avenue de la Grande-Armée a Parigi, con la partecipazione della famiglia e degli amici stretti di Quivrin, nonché di molte star del palcoscenico e dello schermo. 
Jocelyn Quivrin è sepolto nel cimitero di Père-Lachaise a Parigi.

## Filmografia

### Cinema
- Louis, enfant roi, regia di Roger Planchon (1993)
- Fiesta, regia di Pierre Boutron (1995)
- Al piccolo Margherita (Au petit Marguery), regia di Laurent Bénégui (1995)
- Crash record, regia di Dominique Champetier - cortometraggio (1995)
- Country Boy, regia di Sébastien Lafarge e Rafael Schneider - cortometraggio (1996)
- La Fin de la nuit, regia di Étienne Faure - cortometraggio (1997)
- La Leçon de Monsieur Paillasson, regia di Michel Fessler - cortometraggio (1997)
- Lautrec, regia di Roger Planchon (1998)
- Elizabeth, regia di Shekhar Kapur (1998) - non accreditato
- Noël en famille, regia di Fabienne Berthaud e Aruna Villiers - cortometraggio (1998)
- Il fait trop chaud ici - J'ai froid - J'ai chaud - Vous ne vous souvenez pas?, regia di Patricia Bardon - cortometraggio (1998)
- Peut-être, regia di Cédric Klapisch (1999)
- Le Prof, regia di Alexandre Jardin (2000)
- Sans plomb, regia di Muriel Téodori (2000)
- En solitaire, regia di Stéphane Kazandjian - cortometraggio (2000)
- Clément, regia di Emmanuelle Bercot (2001)
- Féroce, regia di Gilles de Maistre (2002)
- Qui veut devenir une star?, regia di Patrice Pooyard (2003)
- Sem Ela, regia di Anna da Palma (2003)
- L'Outremangeur, regia di Thierry Binisti (2003)
- Grande école, regia di Robert Salis (2004)
- L'Ultimatum, regia di Sébastien Lafarge - cortometraggio (2005)
- Le Premier jour, regia di Luc Saint-Sernin - cortometraggio (2005)
- L'impero dei lupi (L'empire des loups), regia di Chris Nahon (2005)
- Syriana, regia di Stephen Gaghan (2005)
- Jacquou le Croquant, regia di Laurent Boutonnat (2007)
- Acteur, regia di Jocelyn Quivrin - cortometraggio (2007)
- Jean de La Fontaine - Le défi, regia di Daniel Vigne (2007)
- Gli amori di Astrea e Celadon (Les Amours d'Astrée et de Céladon), regia di Éric Rohmer (2007)
- 99 francs, regia di Jan Kounen, Laurent Lafran e Bruno Vatin (2007)
- Deux vies... plus une, regia di Idit Cebula (2007)
- Notre univers impitoyable, regia di Léa Fazer (2008)
- Cash - Fate il vostro gioco (Ca$h), regia di Éric Besnard (2008)
- À l'aventure, regia di Jean-Claude Brisseau (2008)
- LOL - Il tempo dell'amore (LOL (Laughing Out Loud)), regia di Lisa Azuelos (2008)
- Comité exécutif, regia di Gilbert Carsoux - cortometraggio (2008)
- Incognito, regia di Éric Lavaine (2009)
- La Famille Wolberg, regia di Axelle Ropert (2009)
- 5 à 7, regia di Audrey Dana - cortometraggio (2009)

- Ensemble, c'est trop, regia di Léa Fazer (2010)

### Televisione
- Les Compagnons de l'aventure – serie TV, 22 episodi (1990)
- Port-Breac'h – serie TV (1992)
- L'Instit – serie TV, episodio 3x01 (1994)
- Regards d'enfance – serie TV, episodio 1x09 (1996)
- Les Bœuf-carottes – serie TV, 1 episodio (1997)
- Clara et son juge, regia di Joël Santoni – film TV (1997)
- Florence Larrieu: Le juge est une femme – serie TV, episodio 3x02 (1997)
- Dossier: disparus – serie TV, episodio 1x02 (1998)
- Anne Le Guen – serie TV, episodio 1x07 (1999)
- La Façon de le dire, regia di Sébastien Grall – film TV (1999)
- Chère Marianne – serie TV, episodio 1x01 (1999)
- Commissario Navarro (Navarro) – serie TV, episodio 10x05 (1999)
- Il commissariato Saint Martin (P.J.) – serie TV, episodio 4x04 (2000)
- Il commissario Maigret (Maigret) – serie TV, episodio 9x03 (2000)
- Julie Lescaut – serie TV, episodio 9x06 (2000)
- La Banquise, regia di Pierre Lary – film TV (2000)
- Rastignac ou les ambitieux – miniserie TV, 4 puntate (2001)
- Nadia Coupeau, dite Nana – serie TV (2001)
- L'Enfant des Lumières – miniserie TV, 2 puntate (2002)
- Équipe médicale d'urgence – serie TV, episodio 2x01 (2009)
- Revivre – miniserie TV, 6 puntate (2009)

## Doppiatori italiani
- Massimiliano Manfredi in L'impero dei lupi
- Andrea Lavagnino in Gli amori di Astrea e Céladon
- Danilo Di Martino in LOL - Il tempo dell'amore